# Humr evropský
Humr evropský je mořský korýš, který dorůstá délky desítek centimetrů. Nehledě na velikost upoutá pozornost obrovitými klepety. Dovede s nimi otevírat lastury mlžů, kterými se živí.
Patří mezi desetinožce. Je to největší zástupce recentních raků. Dosahuje délky až 60 cm, váhy několika kilogramů a stáří až 30 let. Má velmi silný krunýř a silná, nestejně velká klepeta. Loví tak, že chodí pomalu po mořském dně a do klepet sbírá potravu. Menším, štíhlejším klepetem uchopí kořist (měkkýše a ostnokožce) a druhým, silnějším ji rozdrtí. Za potravou se vydává v noci. Jestliže je ohrožen, může plavat zpět tak, že švihá zadečkovýma nohama připomínajícíma pádla a svým širokým ocasem. Samička klade každý druhý rok velké množství vajíček.
Humr evropský se vyskytuje při pobřeží Atlantského oceánu a Středozemního moře. Patří mezi místní lahůdky, chytá se do sítí nebo do košů s návnadou. Živý humr je zbarven do tmavozelena, ale uvařený má červenou barvu (jelikož se při usmrcení ve vařící vodě zelené barvivo rozloží a humr zčervená).